# تعب مرض الإيدز
تعب مرض الإيدز (بالإنجليزية: AIDS fatigue)‏ هي ظاهرة يكون فيها الأفراد أو المجتمعات المهتمة بتأثير فيروس نقص المناعة البشرية أو الإيدز حساسين تجاه استجابة عاطفية قوية لقضايا فيروس نقص المناعة البشرية بعد تلقيهم رسائل مستمرة حول المخاطر على مدى فترة طويلة من الزمن. "

## الأسباب
قال أنتوني فوسي، مدير المعهد الوطني للحساسية والأمراض المعدية في المعاهد الوطنية للصحة (NIH)، إن أحد أسباب التعب من الإيدز كان نجاحًا هائلاً في العلاج، مما جعل بعض الأشخاص ينظرون إلى المرض على أنه أقل خطورة وتأثير وقال "كان لدينا 30-40 في المائة من أجنحة المستشفى في المستشفيات في المدن التي يحتلها الأشخاص المصابون ب فيروس نقص المناعة البشرية، والآن بسبب نجاح العلاجات   نحن لا نفعل  ذلك.

## العواقب
بعض عواقب التعب من الإيدز تشمل:
- الوصمة  والشعور بالخزي  ينقص.
- الخوف من الأفراد الذين يكتشفون وضع الفيروس.
- تصبح التغطية الإعلامية أسهل.
- يقلل الاهتمام الإعلامي وتغطية الترددات.
- من الأسهل مناقشة القضايا الجنسية والجنسانية.
- تقليل الالتزام بالنظم العلاجية.
- أقل استعدادًا للانخراط في ممارسة الجنس بطريقة أكثر أمانًا.

## أمثلة
يزداد معدل الإصابة بفيروس نقص المناعة البشرية بمعدل 12٪ سنويًا بين الرجال الأمريكيين الذين تتراوح أعمارهم بين 13 و 24 عامًا الذين يمارسون الجنس مع رجال. ويعزو الخبراء ذلك إلى «إعياء الإيدز» بين الشباب الذين ليس لديهم ذاكرة عن أسوأ مرحلة من الوباء في الثمانينيات وأوائل التسعينات، بالإضافة إلى «إجهاد الواقي الذكري» بين أولئك الذين سئموا من وعيهم بممارسة الجنس الآمن دون هوادة قد تكون الزيادة أيضا بسبب العلاجات الجديدة.